# 平林城
平林城（ひらばやしじょう）は、新潟県村上市平林にあった日本の城。阿賀北地方の有力な領主であった色部氏の居城として知られる山城で、国の史跡に指定されている。

## 歴史
南北朝時代に南朝方に付いた平林氏の城であったが、北朝方で鎌倉時代以来の地頭だった色部氏が攻め滅ぼし居城にした。以降、代々色部氏の本拠地となった。
永正の大乱では、城主色部昌長は越後守護上杉房能に従い、守護代長尾為景と対立。永正5年（1508年）5月に為景方の鳥坂城主の中条氏や築地氏らに攻められ落城、降伏して長尾氏に帰属した。
その後に平林城の城主は憲長、勝長、長真と続き色部光長の代の慶長3年（1598年）、上杉景勝の会津移封により廃城となった。
構造としては麓の館と背後の山城から構成されている。山城は永正の大乱で落城してからは再興されることがなかったようであり、上杉氏の会津移封前に描かれた『越後国瀬波郡絵図』では既に古城と表記されている。
1978年（昭和53年）9月18日、平林城跡は国の史跡に指定された。

## 所在地およびアクセス
- 新潟県村上市平林
  - JR羽越本線 平林駅より南東へ徒歩約20分
  - 駐車場あり